# Edith Fürst
Edith Fürst, née le 17 janvier 1904 à Königsberg et morte à Halle le 14 novembre 1997, est une infirmière allemande, résistante contre le nazisme. Elle est déportée à Ravensbrück et, malgré de graves problèmes de santé, survit à la détention.

## Biographie
Edith Emma Fürst est née le 17 janvier 1904 à Königsberg dans une famille de commerçants, de tradition juive,. Ses parents sont Egmund Fürst et Gertrud Ladendorff. Elle suit une formation de soignante et d'infirmière pédiatrique.
Avec ses quatre frères et sœurs, elle participe au mouvement de la jeunesse juive sioniste,.
Edith Fürst travaille dans une pouponnière de la Moltkestraße et en 1931 dans Brunnenstraße.
Après l'arrivée au pouvoir des nazis en 1933, elle crée avec sa sœur Rosa Adler Fürst, une éducatrice, une maison d'enfants privée à Berlin-Pankow Schönhauser Strasse 33c, qui accueille huit à dix enfants juifs de moins de six ans,. Elle y garde notamment Walter, le fils de Liselotte Herrmann et Michael, le fils de Georg (de)et Hilde Benjamin, mais elle est obligée de fermer la maison en 1938,.
À partir de l'automne 1939, elle dirige la crèche de la communauté juive de l'Auguststrasse à Berlin.
En 1941, Edith Fürst épouse en prison Emanuel Bruck (1901-1942), un ancien rédacteur en chef du journal communiste Die Rote Fahne. Il est prisonnier politique et meurt l'année suivante dans le camp de concentration de Dachau,.
Elle-même est active dans le groupe de résistance de John Sieg, membre du Parti communiste d'Allemagne (KPD).
Alors que sa sœur Rosa et son frère Max parviennent à émigrer, Edith Bruck, menacée de déportation, entre dans la clandestinité, le 23 octobre 1942,.
Elle est soutenu par des amis qui lui procurent de faux papiers ou un hébergement, comme le dentiste Kurt Hess, lui-même engagé dans un groupe de résistance communiste, le pasteur Harald Poelchau, l'archéologue Peter Knoblauch et sa femme Yvonne et Hilde Benjamin,.
À partir de l'été 1944, elle vit sous un faux nom, Gertrud Hess, à Berlin-Grunewald, Charlottenbrunner Straße 41, la maison de ses amis Peter et Yvonne Knoblauch, mais y est arrêtée le 19 novembre 1944 et déportée le 24 novembre 1944 au camp de concentration de Ravensbrück où elle est emprisonnée jusqu'au 27 avril 1945,,.
Après la guerre, Edith Fürst vit en République démocratique allemande. Elle se remarie avec Bruno Holzapfel en 1958 et décède le 14 novembre 1997 à Halle,.
La base de données de Yad Vashem indique que, d'après la liste des juifs allemands assassinés, Edith Fürst serait morte à Plau am See, le 1er mai 1945,. Cette information est probablement erronée au vu de plusieurs sources sérieuses donnant des informations sur sa vie après la déportation. L'écrivaine Marianne Brentzel (de), notamment, donne des détails sur sa vie après la guerre dans son livre Die Machtfrau : Hilde Benjamin. Elle est également démentie par Benedikt Behren qui explique qu'Edith Fürst a été envoyée dans une marche de la mort qui l'a conduite via Malchin et le Plauer See à Broock. Le 3 mai 1945, elle est libérée par les troupes soviétiques, selon ses propres déclarations en 1981.